# 지승현 (기업인)
지승현(1991년 6월 8일 ~ )은 1991년 6월 8일 서울특별시에서 태어난 대한민국의 기업인이자 디자이너이다. 2018년부터 봉제공장 O2O 플랫폼 (주)어바옷 대표로 활동 중이다.

## 경력
- 2016년 대한송유공사
- 2018년 서울봉제협회 이사
- 2019년 봉제 가업승계팀 '-잇다'의 회장
- 2019년 서울봉제협회(중구) 이사
- 2018년 (주)어바옷 대표

## 활동
- 2018년 봉제공장 매칭 플랫폼 '어바옷'에서 자사 브랜드 '세레노브'를 런칭
- 2018년 하이서울과 동대문 DDP가 함께한‘2018 서울봉제포럼’전시회 참여
- 2018년 서울산업진흥원 주관, 하이서울 쇼룸과 동대문 DDP를 활용한 사업 설명회 진행
- 2018년 서울 마포 신용보증재단과 협업 진행
- 2018년 서울신용보증재단 바자회 진행
- 2019년 울산창조경제센터에서 진행된 U-STAR 4기 사전프로그램 우수팀 선정
- 2019년 전통문화 우수상품 공모전 최우우수상 수상
- 2019년 어바옷과 서울봉제클럽협동조합이 MOU 체결
- 2019년 어바옷과 서울산업진흥원(SBA)이 MOU 체결
- 2019년 동아대학교 패션디자인학과에서 산업시찰 진행
- 2019년 서울봉제클럽협동조합과 함께 바자회 진행
- 2020년 서울 중소기업진흥공단 주관 청년 CEO 정부지원사업 선정
- 2020년 서울패션위크 참여
- 2020년 신사업 디자이너 매칭 플랫폼‘듀공' 오픈
- 2020년 저서 '해외마케팅 사례분석' 출간

## 산업 재산권
- 상표: 40-2020-0050095
- 상표: 제 40-1556835호
- 특허: 10-2019-0050791
- 특허: 10-2019-0060353

## 저서
- 해외마케팅 사례분석 (2020)